# 40e Film Independent Spirit Awards
De uitreiking van de 40e Film Independent Spirit Awards vond plaats op 22 februari 2025 in een tent op het strand van Santa Monica tijdens een ceremonie die werd gepresenteerd door Aidy Bryant. De genomineerden werden bekendgemaakt op 4 december 2024.

## Winnaars en genomineerden
De winnaars staan bovenaan in vet lettertype.

### Beste film
- Anora
  - I Saw the TV Glow
  - Nickel Boys
  - Sing Sing
  - The Substance

### Beste debuutfilm
- Dìdi
  - In the Summers
  - Janet Planet
  - The Piano Lesson
  - Problemista

### Beste regisseur
- Sean Baker – Anora
  - Ali Abbasi – The Apprentice
  - Brady Corbet – The Brutalist
  - Alonso Ruizpalacios – La Cocina
  - Jane Schoenbrun – I Saw the TV Glow

### Beste script
- Jesse Eisenberg – A Real Pain
  - Scott Beck en Bryan Woods – Heretic
  - Megan Park – My Old Ass
  - Aaron Schimberg – A Different Man
  - Jane Schoenbrun – I Saw the TV Glow

### Beste eerste script
- Sean Wang – Dìdi
  - Joanna Arnow – The Feeling That the Time for Doing Something Has Passed
  - Annie Baker – Janet Planet
  - India Donaldson – Good One
  - Julio Torres – Problemista

### Beste hoofdrol
- Mikey Madison – Anora
  - Amy Adams – Nightbitch
  - Ryan Destiny – The Fire Inside
  - Colman Domingo – Sing Sing
  - Keith Kupferer – Ghostlight
  - Demi Moore – The Substance
  - Hunter Schafer – Cuckoo
  - Justice Smith – I Saw the TV Glow
  - June Squibb – Thelma
  - Sebastian Stan – The Apprentice

### Beste bijrol
- Kieran Culkin – A Real Pain
  - Yura Borisov – Anora
  - Joan Chen – Dìdi
  - Danielle Deadwyler – The Piano Lesson
  - Carol Kane – Between the Temples
  - Karren Karagulian – Anora
  - Kani Kusruti – Girls Will Be Girls
  - Brigette Lundy-Paine – I Saw the TV Glow
  - Clarence "Divine Eye" Maclin – Sing Sing
  - Adam Pearson – A Different Man

### Beste doorbraakrol
- Maisy Stella – My Old Ass
  - Isaac Krasner – Big Boys
  - Katy O'Brian – Love Lies Bleeding
  - Mason Alexander Park – National Anthem
  - René Pérez Joglar – In the Summers

### Beste cinematografie
- Jomo Fray – Nickel Boys
  - Dinh Duy Hung – Inside the Yellow Cocoon Shell
  - Maria von Hausswolff – Janet Planet
  - Juan Pablo Ramírez – La Cocina
  - Rina Yang – The Fire Inside

### Beste montage
- Hansjörg Weissbrich – September 5
  - Laura Colwell en Vanara Taing – Jazzy
  - Olivier Bugge Coutté en Olivia Neergaard-Holm – The Apprentice
  - Anne McCabe – Nightbitch
  - Arielle Zakowski – Dìdi

### Beste documentaire
- No Other Land
  - Gaucho Gaucho
  - Hummingbirds
  - Patrice: The Movie
  - Soundtrack to a Coup d'Etat

### Beste internationale film
- Flow, Letland, Frankrijk en België – Gints Zilbalodis
  - All We Imagine as Light, Frankrijk, India, Nederland en Luxemburg – Payal Kapadia
  - Black Dog, China – Guan Hu
  - Green Border, Polen, Frankrijk, Tsjechië en België – Agnieszka Holland
  - Hard Truths, Verenigd Koninkrijk – Mike Leigh

### John Cassavetes Award
Deze prijs is voor de beste film gemaakt voor minder dan $1.000.000.
- Girls Will Be Girls
  - Big Boys
  - Ghostlight
  - Jazzy
  - The People's Joker

### Robert Altman Award
Deze prijs voor beste ensemble wordt gegeven aan de regisseur, de casting director en de cast.
- His Three Daughters
  - Regisseur: Azazel Jacobs
  - Casting director: Nicole Arbusto
  - Cast: Jovan Adepo, Jasmine Bracey, Carrie Coon, Jose Febus, Rudy Galvan, Natasha Lyonne, Elizabeth Olsen, Randy Ramos jr. en Jay O. Sanders

### Beste nieuwe ongescripte- of documentaireserie
- Hollywood Black
  - Erased: WW2's Heroes of Color
  - Photographer
  - Ren Faire
  - Social Studies

### Beste nieuwe gescripte serie
- Shōgun
  - Baby Reindeer
  - Diarra From Detroit
  - English Teacher
  - Fantasmas

### Beste hoofdrol in een nieuwe gescripte serie
- Richard Gadd – Baby Reindeer
  - Brian Jordan Alvarez – English Teacher
  - Lily Gladstone – Under the Bridge
  - Kathryn Hahn – Agatha All Along
  - Cristin Milioti – The Penguin
  - Julianne Moore – Mary & George
  - Hiroyuki Sanada – Shōgun
  - Anna Sawai – Shōgun
  - Andrew Scott – Ripley
  - Julio Torres – Fantasmas

### Beste bijrol in een nieuwe gescripte serie
- Nava Mau – Baby Reindeer
  - Tadanobu Asano – Shōgun
  - Enrico Colantoni – English Teacher
  - Betty Gilpin – Three Women
  - Chloe Guidry – Under the Bridge
  - Moeka Hoshi – Shōgun
  - Stephanie Koenig – English Teacher
  - Patti LuPone – Agatha All Along
  - Ruth Negga – Presumed Innocent
  - Brian Tee – Expats

### Beste doorbraakrol in een nieuwe gescripte serie
- Jessica Gunning – Baby Reindeer
  - Diarra Kilpatrick – Diarra From Detroit
  - Joe Locke – Agatha All Along
  - Megan Stott – Penelope
  - Hoa Xuande – The Sympathizer

### Beste cast in een serie
- How to Die Alone
  - Cast: Melissa DuPrey, Jaylee Hamidi, KeiLyn Durrel Jones, Arkie Kandola, Elle Lorraine, Michelle McLeod, Chris "CP" Powell, Conrad Ricamora, Natasha Rothwell en Jocko Sims

## Films en series met meerdere nominaties
De volgende films en series ontvingen meerdere nominaties:
| Nominaties | Film                | Awards |
| ---------- | ------------------- | ------ |
| 5          | Anora               | 3      |
| 5          | I Saw the TV Glow   |        |
| 4          | Dìdi                | 2      |
| 3          | The Apprentice      |        |
| 3          | Janet Planet        |        |
| 3          | Problemista         |        |
| 3          | Sing Sing           |        |
| 2          | Big Boys            |        |
| 2          | La Cocina           |        |
| 2          | A Different Man     |        |
| 2          | The Fire Inside     |        |
| 2          | Ghostlight          |        |
| 2          | Girls Will Be Girls | 1      |
| 2          | In the Summers      |        |
| 2          | Jazzy               |        |
| 2          | My Old Ass          | 1      |
| 2          | Nickel Boys         | 1      |
| 2          | Nightbitch          |        |
| 2          | The Piano Lesson    |        |
| 2          | A Real Pain         | 2      |
| 2          | The Substance       |        |
| Nominaties | Serie               | Awards |
| 5          | Shōgun              | 1      |
| 4          | Baby Reindeer       | 3      |
| 4          | English Teacher     |        |
| 3          | Agatha All Along    |        |
| 2          | Diarra From Detroit |        |
| 2          | Fantasmas           |        |
| 2          | Under the Bridge    |        |